# Eisenbahnunfall von Salisbury (2021)

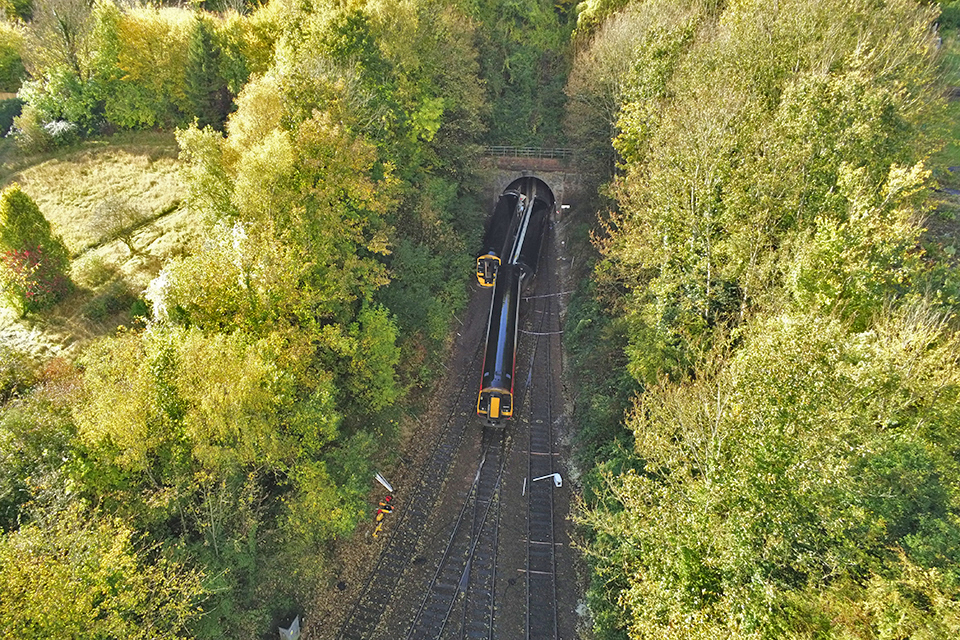
Luftbild der Situation nach dem Unfall

Beim Eisenbahnunfall von Salisbury kollidierten am 31. Oktober 2021 zwei Personenzüge im englischen Salisbury.

## Hergang

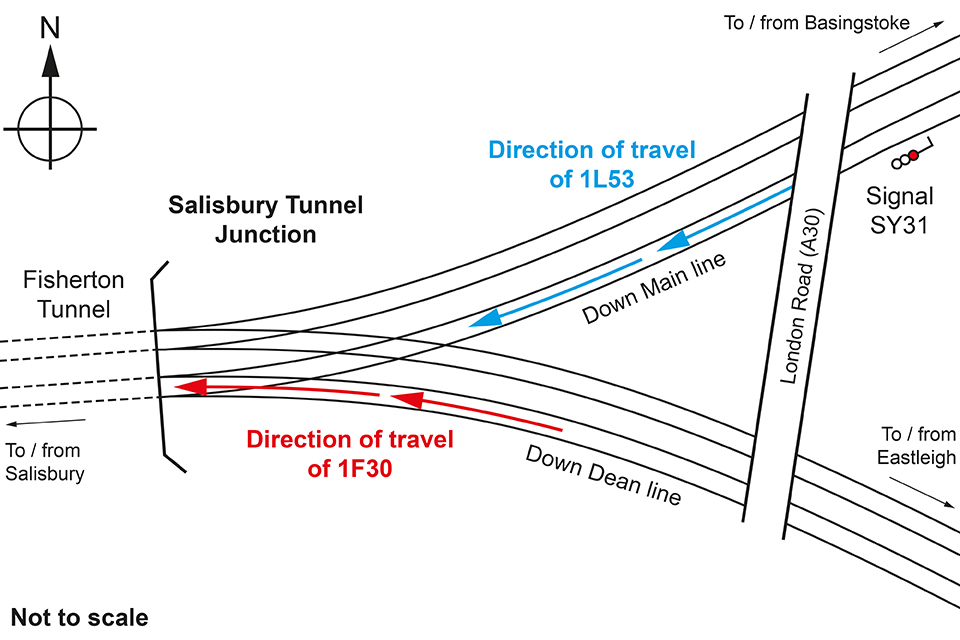
Gleisplan der Unfallstelle und Fahrwege der beteiligten Züge

Östlich des Bahnhofs Salisbury mündet an der Salisbury Tunnel Junction die zweigleisige Wessex Main Line von Southampton höhengleich in die ebenfalls zweigleisige West of England Line Basingstoke–Exeter. Unmittelbar westlich schließt sich der Fisherton Tunnel an. Beide Strecken werden von Network Rail betrieben.
Von der Wessex Main Line kam der Zug 1F30 der Great Western Railway (GWR) auf die Abzweigstelle zu, der in Portsmouth Harbour begonnen hatte und über Salisbury nach Bristol Temple Meads fahren sollte. Gebildet wurde der Zug aus den Dieseltriebwagen 158762 und 158763. Auf der West of England Line näherte sich ebenfalls aus östlicher Richtung ein Zug Salisbury. Es handelte sich um den Dieseltriebwagen 159102 der South Western Railway (SWR), der als Zug 1L53 auf dem Weg von London Waterloo nach Honiton war.
Da der Zug 1F30 von Southampton zuerst Richtung Salisbury fahren sollte, stand für den Zug 1L58 das Signal auf Halt, das die Abzweigstelle aus Richtung Basingstoke deckt. Etwa 1500 Meter vor dem Signal begann der Triebfahrzeugführer mit einer Betriebsbremsung, um den Zug vor dem haltzeigenden Signal anzuhalten. Die Geschwindigkeit reduzierte sich jedoch kaum, weshalb er 11 Sekunden später eine Schnellbremsung einleitete. Dennoch verfehlte der Zug das Signal und fuhr in den Weichenbereich, den der erste Zug gerade passierte. Der zweite Zug kollidierte seitlich mit dem Zug 1F30, sodass beide teilweise entgleisten. Ersten Untersuchungen nach war vermutlich bei dem Zug 1L58 der South Western Railway die Adhäsion zwischen den Rädern und der Schiene zu gering, was zum Gleiten des Zuges führte. Unmittelbar nach dem Unfall wurde zunächst berichtet, dass der erste Zug zuvor mit einem Objekt im Tunnel kollidiert sei und entgleiste, was sich jedoch als falsch herausstellte.

## Folgen
13 der etwa 200 Reisenden in den Zügen erlitten Verletzungen, die im Salisbury District Hospital behandelt wurden. Zwei von ihnen wurden erst am folgenden Tag aus dem Krankenhaus entlassen. Der schwer verletzte Triebfahrzeugführer des zweiten Zuges konnte erst nach einiger Zeit aus dem Führerstand befreit werden und wurde ebenfalls in ein Krankenhaus gebracht.
Der Rail Accident Investigation Branch (RAIB) untersuchte den Unfall, im Februar 2022 wurde ein Zwischenbericht veröffentlicht, der Abschlussbericht im Oktober 2023. Auch das Office of Road and Rail, und die British Transport Police nahmen Ermittlungen zu dem Unfall auf.
Die Strecken im Bereich der Unfallstelle blieben bis zum 16. November 2021 gesperrt.